# .lu
.luは国別コードトップレベルドメイン（ccTLD）の一つで、ルクセンブルクに割り当てられている。登録の際に、管理者がコンタクトを取れる状態にいることを求められる。
長年の間、登録の手続きは手紙かファックスに限られていた。.luの下の第二レベルドメインを取得するのにかかる費用は40ユーロで、その後毎年40ユーロの更新料がかかる。
2006年9月18日、レジストラが取り入れられた。